# Paul Arthur Schilpp
Paul Arthur Schilpp (* 6. Februar 1897 in  Dillenburg; † 6. September 1993 in St. Louis, Missouri) war ein US-amerikanischer Philosoph und Methodisten-Geistlicher.

## Leben
Paul Arthur Schilpp kam mit seinem Vater, einem Methodistenpfarrer, 1913 in den Mittleren Westen der USA und besuchte das Baldwin-Wallace College in Ohio, wobei er sich Englisch selbst auf der Schule beibrachte. 1916 erhielt er den Bachelor-Abschluss und 1918 wurde er Pfarrer an der Calvary Church in Terre Haute in Indiana. Nach vier Jahren ging er an das Garrett Theological Seminary, an dem er 1922 einen Bachelor in Theologie erhielt (B.D.) und an die Northwestern University, an der er einen Magister Artium in Philosophie und Theologie erwarb.  Außerdem war er ein Semester an der University of California, Berkeley (1924) und hörte 1928 an der Universität München. 1936 wurde er an der Stanford University über Immanuel Kant promoviert (A Critical Analysis of Kant’s Ethical Thought of the Pre-Critical Period).
1922/23 lehrte er am College of Puget Sound, wurde dort aber wegen seiner religiösen Ansichten, die den Vorgesetzten zu radikal schienen, entlassen. 1923 bis 1936 lehrte er am College of the Pacific in Kalifornien, wo er 1936 aus ähnlichen Gründen („radikale“ religiöse und politische Ansichten) entlassen wurde.
1936 wurde er Associate Professor und 1950 Professor für Philosophie an der Northwestern University. 1948 war er als erster US-Professor nach dem Krieg Gastprofessor an der Universität München. 1950 bis 1951 lehrte er an verschiedenen Universitäten in Indien und Ceylon.
Er hielt sich 30 Jahre an der Northwestern University, obwohl er häufig mit seinen Ansichten aneckte. Beispielsweise verurteilte er in einem Nachruf auf Franklin D. Roosevelt dessen führende Rolle bei der Kriegsteilnahme der USA im Zweiten Weltkrieg, was unter den Studenten Empörung hervorrief. 1965 wurde er emeritiert und lehrte dann nochmals bis 1980 einführende Philosophiekurse an der Southern Illinois University in Carbondale. Er war auch weiterhin Methodistenpfarrer, vertrat aber auch hier häufig abweichende Ansichten zu seinen konventionelleren Kollegen. Er war ein Befürworter einer Weltregierung und gegen Kernenergie und Kernwaffen und im Rat der United World Federalists und im nationalen Rat der Antiatomkraft-Gruppe SANE.
Er war vierfacher Ehrendoktor (Baldwin-Wallace College, Springfield College in Massachusetts, Kent State University, Southern Illinois University Carbondale).
Er war zweimal verheiratet. Mit seiner ersten Frau Louise Gruenholz hatte er vier Kinder. 1950 heiratete er die Journalistin Madelon Golden, mit der er zwei Kinder adoptierte.

## Library of Living Philosophers
1939 bis 1981 gab er die Library of Living Philosophers heraus, in der der betreffende Philosoph selbst eine intellektuelle Autobiographie beitrug,  Sekundärautoren in einer Art Dialog dazu Essays zum Werk des Philosophen schrieben, der dazu wiederum Kommentare veröffentlichte. Nach ihm waren bis 2001 Lewis Edwin Hahn und dann Randall Auxier die Herausgeber. Sie erschien bei der Northwestern University, 1952 bis 1959 bei Tudor Publishing und danach bei Open Court. Bisher erschienen Bände zu:
- John Dewey (1939)
- George Santayana (1940)
- Alfred North Whitehead (1941)
- George Edward Moore (1942)
- Bertrand Russell (1944)
- Ernst Cassirer (1949)
- Albert Einstein (1949)
- Sarvepalli Radhakrishnan (1952)
- Karl Jaspers (1957)
- C. D. Broad (1959)
- Rudolf Carnap (1963)
- Martin Buber (1967)
- Clarence Irving Lewis (1968)
- Karl Popper (1974)
- Brand Blanshard (1980)
- Jean-Paul Sartre (1981)
- Gabriel Marcel (1984)
- Willard Van Orman Quine (1986)
- Georg Henrik von Wright (1989)
- Charles Hartshorne (1991)
- Alfred Jules Ayer (1992)
- Paul Ricoeur (1995)
- Paul Weiss (1995)
- Hans-Georg Gadamer (1997)
- Roderick Chisholm (1997)
- Peter Strawson (1998)
- Donald Davidson (1999)
- Seyyed Hossein Nasr (2000)
- Marjorie Grene (2002)
- Jaakko Hintikka (2006)
- Michael Dummett (2007)
- Richard Rorty (2010)
- Arthur Danto (2013)
- Hilary Putnam (2015)